# Circonscription de Ginir
La circonscription de Ginir est une des 177 circonscriptions législatives de l'État fédéré Oromia, elle se situe dans la Zone Balé. Son représentant actuel est Abdulahi Ismael Gobena.